# Dalzell (Carolina del Sud)
Dalzell és una concentració de població designada pel cens dels Estats Units a l'estat de Carolina del Sud. Segons el cens del 2000 tenia 2.260 habitants.

## Demografia
Segons el cens del 2000, Dalzell tenia 2.260 habitants, 805 habitatges i 622 famílies. La densitat de població era de 127,4 habitants/km².
Dels 805 habitatges en un 45,1% hi vivien nens de menys de 18 anys, en un 56% hi vivien parelles casades, en un 16,4% dones solteres, i en un 22,7% no eren unitats familiars. En el 19,1% dels habitatges hi vivien persones soles el 5,1% de les quals corresponia a persones de 65 anys o més que vivien soles. El nombre mitjà de persones vivint en cada habitatge era de 2,81 i el nombre mitjà de persones que vivien en cada família era de 3,2.
Per edats la població es repartia de la següent manera: un 32,5% tenia menys de 18 anys, un 8,9% entre 18 i 24, un 34,5% entre 25 i 44, un 17,7% de 45 a 60 i un 6,5% 65 anys o més.
L'edat mediana era de 30 anys. Per cada 100 dones de 18 o més anys hi havia 91,9 homes.
La renda mediana per habitatge era de 40.750 $ i la renda mediana per família de 41.979 $. Els homes tenien una renda mediana de 29.006 $ mentre que les dones 22.000 $. La renda per capita de la població era de 15.124 $. Entorn del 12% de les famílies i el 14,9% de la població estaven per davall del llindar de pobresa.

## Poblacions més properes
El següent diagrama mostra les poblacions més properes.